# Bellreguard
Bellreguart, en valencien et officiellement, (Bellreguard en castillan), est une commune d'Espagne de la province de Valence dans la Communauté valencienne. Elle est située dans la comarque de la Safor et dans la zone à prédominance linguistique valencienne.

## Géographie

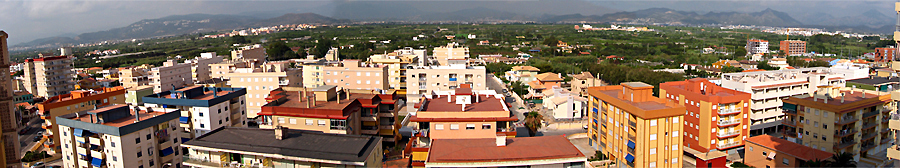

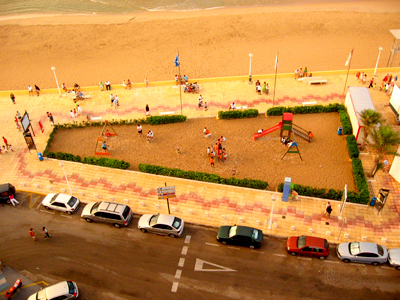
Terrain de jeux à la Platja de Bellreguard

Localisation de Bellreguard
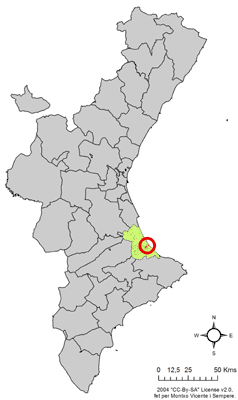
dans la Communauté valencienne.
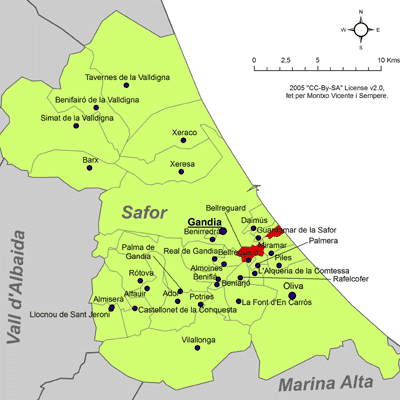
dans la comarque de la Safor.

Enclavé au centre de la plaine alluviale de la Llacuna, entre les contreforts de la Sierra Gallinera, la rive droite du Serpis et la mer Méditerranée.
La commune de Bellreguard comprend le village à proprement parler (poble de Bellreguart), traversé par la Nationale 332 qui va de Valence à Alicante et la plage (platja de Bellreguard), pendant côtier de la commune, aujourd'hui complètement urbanisée. Elle permet au village de Bellreguard de doubler sa population en période estivale.

### Localités limitrophes
Le village de Bellreguard est entouré par les communes suivantes, toutes faisant partie de la province de Valence :
Almoines, L'Alqueria de la Comtessa, Gandia, Guardamar de la Safor, Miramar, Palmera et Rafelcofer.

## Histoire
Son origine est incertaine. L'absence totale de traces archéologiques et la destruction par le feu des dossiers d'archives par les communistes lors de la guerre civile, ne facilitent pas le travail des historiens. Les cartes et chroniques de Jacques Ier d'Aragon et les archives du Royaume n'en font pas mention. Il ne figure pas dans le Llibre del Repartiment, ni sur la Carta Puebla.
Sans doute d'origine islamique, comme le démontre la nécropole mauresque mise à jour en 1984. En 1486, il fut racheté par le Duc de Gandia, Pierre Louis Borja. C'est à cette occasion qu'apparaît pour la première fois le nom de Bellreguard qui vient en remplacement de l'ancien Sotaia, nom arabe sous lequel la commune était alors connue.
Du point de vue religieux, elle devient une paroisse le 26 octobre 1534, dépendant de Sainte-Marie de Gandia. Elle ne devint indépendante de Gandia que quarante ans plus tard, en 1574.
Sa population, à majorité musulmane, fut très affectée par l'expulsion des Maures en 1609, puisque sur les 165 familles seules quatre étaient chrétiennes ; les maisons tombèrent en ruines et les champs furent laissés à l'abandon. Malgré l'arrivée de nombreux immigrants, cinquante ans allaient être nécessaires pour retrouver un tiers de la population d'origine. Depuis lors, la population n'a cessé de croître progressivement.

## Démographie
| 1990  | 1992  | 1994  | 1996  | 1998  | 2000  | 2002  | 2004  | 2005  |
| ----- | ----- | ----- | ----- | ----- | ----- | ----- | ----- | ----- |
| 3.869 | 3.719 | 3.761 | 3.764 | 3.760 | 3.734 | 3.780 | 3.893 | 3.991 |

## Économie
Depuis longtemps, l'agriculture a été la première activité du village ; cependant, il est actuellement en train de se reconvertir. Pendant les XVIe et XVIIe siècles, la culture de la canne à sucre était essentielle, et son moulin était un important centre sucrier. Aux XVIIIe et XIXe siècles, la production fut arrêtée et on lui substitua la culture de la vigne et des mûriers. La crise de la soie, au début du XXe siècle, et les maladies de la vigne permirent à la culture des orangers de s'imposer ; elle a toujours cours aujourd'hui.
Actuellement, la petite industrie et les services sont les principales activités économiques, sans oublier celle qui est due au tourisme.

## Patrimoine

### Fêtes locales
- Danses. La dansada ou ball pla a pratiquement disparu du folklore de Bellreguart. L'unique dansada que l'on danse encore, a été récupérée du Ball de la Forca. C'est une danse, toujours interprétée par des hommes, en nombre impair ; ils sont vêtus de chemises blanches, avec des culottes larges de style mauresque de la même couleur, des bas blancs et des chaussettes de couleur, des espadrilles noires, un gilet fantaisie et un mouchoir de soie sur la tête. Dans la main, ils tiennent une fourche à 3 ou 5 pointes, celle du Chef ou Directeur en a 7.

- Sant Antoni, (Saint Antoine). Les fêtes qui célèbrent ce saint ont lieu le 17 janvier de chaque année avec la distribution du pain bénit et la bénédiction des animaux.

- Festes Majors. Elles ont lieu en l'honneur de saint Michel (Sant Miquel) les 22 et 23 septembre. D'origines populaires, l'annonce du début des festivités est réalisée le jour précédent par un figurant du "tío de la porra" (gars à la matraque, originaire de Gandia) conjointement avec ceux appelés drapets ou pedacets, une troupe de carnavaliers, vêtus de chutes de tissu qui existent dans le village depuis des temps immémoriaux.

- Moros i Cristians (Moros y Cristianos en castillan). Ces fêtes, communes à toute la province de Valence, rappellent chaque été la victoire des armées chrétiennes sur les Maures, en rejetant symboliquement ces derniers à la mer.

### Gastronomie
Comme dans tous les villages du littoral valencien, le riz, cuisiné sous toutes ses formes, en terrine (cassola), comme le riz au four (arròs al forn) ou le riz en croûte (arròs amb crosta), à la poëlle (paella) et dans une marmite (olla ou perol), comme le riz en bouillon (arròs caldós ), est le roi des plats.
On trouve aussi les figatells, boulettes de viande et foie de porc, assaisonnées de diverses épices, les poivrons farcis au riz (pebres farcits d'arròs), les poulpes farcis de riz (polps farcits d'arròs), les galettes au poivron, à la tomate et au thon (coques de pebre amb tomaca i tonyina), sorte de petites pizzas, les galettes à l'oignon et petits pois (coques de ceba amb péssols), ou bien celles à l'œuf dur et à la longanisse (coques d'où dur amb llonganissa).
La longue tradition sucrière de la comarque offre une grande variété de friandises, de la pâtisserie la plus raffinée aux gâteaux les plus remarquables, comme la couronne de gloire (corona de glòria), les petits gâteaux feuilletés (pastissets de pasta fullada), les petits gâteaux de Noël (pastissets de Nadal), la galette aux pignons (coca de pinyons), les gâteaux de vent (pastissos de vent), la couronne des Rois (casca de Reis) et la confiture de patate douce (moniato) ou de citrouille (carabassa).

### Sources
- (es) Varaciones de los municipios de España desde 1842, Ministerio de administraciones públicas, octobre 2008, 364 p. (lire en ligne) [PDF]